# Плита Скоша

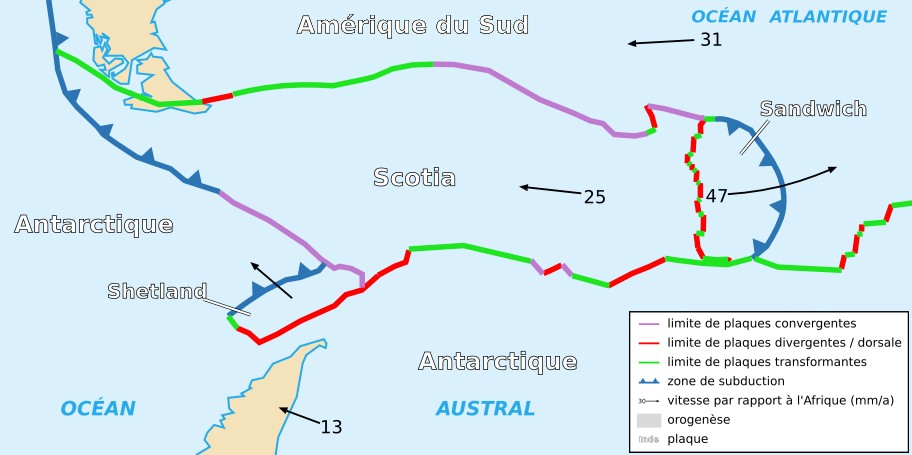
Плита Скоша на мапі

Плита Скоша — тектонічна плита з океанічною корою обмежена Південноамериканською плитою, з півночі, Сандвічевою мікроплитою зі сходу, і Антарктичною плитою з півдня і заходу. Має площу — 0,0419 стерадіан. Зазвичай розглядається разом з Сандвічевою мікроплитою.

## Тектонічне розташування
На сході плита Скоша межує з Південносандвічевою мікроплитою, утворюючи хребет Східна Скоша. Південноамериканська плита зазнає субдукції під східний край Південносандвічевої мікроплити, що, можливо відокремило її від плити Скоша — утворюючи зворотну острівну дугу. Швидкість субдукції становить 60-90 мм/рік
Направлений на захід рух Південнооамериканської плити, можливо, створив Карибську плиту, плита Скоша зазнає тиск у північних і південних кінцях.
З півдня плита межує з Антарктичною плитою лівобічним трансформним розломом, утворюючи хребет Південна Скоша, рухаючись зі швидкістю приблизно 11 мм/рік На західному кордоні відносний рух між плитою Скоша та Антарктичною плитою становить приблизно 13 мм/рік. Хоча хребтом Південна Скоша прямує трансформний розлом, невеликі ділянки хребта зазнають спрединг.
Західний край плити обмежено Антарктичною плитою, утворюючи Шеклтонську розривну зону і Південночилійський жолоб. Південночилійський жолоб є зоною субдукції Антарктичної плити та плити Наска під Південноамериканську плиту. Прямуючи на південь вздовж хребта, швидкість субдукції зменшується, поки у Шеклтонській розривній зоні не переходить у трансформний розлом.
На півночі плита Скоша межує з Південноамериканською плитою лівобічним трансформним розломом, утворюючи хребет Північна Скоша, рухаючись зі швидкістю приблизно 7,1 мм/рік